# Салим Керкар
Салим Керкар (роден на 4 август 1987 г.) е френски футболист, който играе за Верея (Стара Загора). 